# Villa Engràcia
Villa Engràcia és una obra de Matadepera (Vallès Occidental) protegida com a Bé Cultural d'Interès Local.

## Descripció
Torre d'una sola planta rectangular i altell. Presenta coberta holandesa. La façana principal és dominada pel porxo d'entrada, carregat en dues columnes d'estil classicista.
Exemple de torre d'estiueig de primer terç del segle xx, amb un cert estil classicista i molt integrada en l'entorn.